# Independent Spirit al millor actor
L'Independent Spirit al millor actor (en anglès Independent Spirit Award for Best Male Lead) és el Premi Independent Spirit que es concedeix anualment al millor actor protagonista.

## Guanyadors i nominats
L'actor guanyador de cada any es mostra sobre fons blau:

### Dècada del 1980
| Any  | Actor              | Pel·lícula                    | Personatge            |
| ---- | ------------------ | ----------------------------- | --------------------- |
| 1985 | M. Emmet Walsh     | Blood Simple                  | Loren Visser          |
| 1985 | Rubén Blades       | Crossover Dreams              | Rudy Veloz            |
| 1985 | Tom Bower          | Salvador (pel·lícula de 1986) | Rick Ogaard           |
| 1985 | Treat Williams     | Smooth Talk                   | Arnold Friend         |
| 1986 | James Woods        | Salvador                      | Richard Boyle         |
| 1986 | Roberto Benigni    | Down by Law                   | Roberto               |
| 1986 | Willem Dafoe       | Platoon                       | Sergent Elias         |
| 1986 | Dennis Hopper      | Blue Velvet                   | Frank Booth           |
| 1986 | Victor Love        | Native Son                    | Bigger Thomas         |
| 1987 | Dennis Quaid       | The Big Easy                  | Detectiu Remy McSwain |
| 1987 | Spalding Gray      | Swimming to Cambodia          | Ell mateix            |
| 1987 | Terry O'Quinn      | The Stepfather                | Jerry Blake           |
| 1987 | Mickey Rourke      | Barfly                        | Henry Chinaski        |
| 1987 | James Woods        | Best Seller                   | Cleve                 |
| 1988 | Edward James Olmos | Stand and Deliver             | Jaime Escalante       |
| 1988 | Eric Bogosian      | Talk Radio                    | Barry Champlain       |
| 1988 | Harvey Fierstein   | Torch Song Trilogy            | Arnold Beckoff        |
| 1988 | Chris Mulkey       | Patti Rocks                   | Billy Regis           |
| 1988 | James Woods        | The Boost                     | Lenny Brown           |
| 1989 | Matt Dillon        | Drugstore Cowboy              | Bob Hughes            |
| 1989 | Nicolas Cage       | Vampire's Kiss                | Peter Loew            |
| 1989 | Charles Lane       | Sidewalk Stories              | Artist                |
| 1989 | Randy Quaid        | Parents                       | Nick Laemle           |
| 1989 | James Spader       | Sex, Lies, and Videotape      | Graham Dalton         |

### Dècada del 1990
| Any  | Actor                 | Pel·lícula                           | Personatge                              |
| ---- | --------------------- | ------------------------------------ | --------------------------------------- |
| 1990 | Danny Glover          | To Sleep with Anger                  | Harry                                   |
| 1990 | Martin Priest         | The Plot Against Harry               | Harry Plotnick                          |
| 1990 | Christopher Reid      | House Party                          | Kid                                     |
| 1990 | Michael Rooker        | Henry: Portrait of a Serial Killer   | Henry                                   |
| 1990 | Christian Slater      | Rebel·lió a les ones                 | Mark Hunter                             |
| 1991 | River Phoenix         | My Own Private Idaho                 | Mike Waters                             |
| 1991 | Doug E. Doug          | Hangin' with the Homeboys            | Willie                                  |
| 1991 | Robert Duvall         | Rambling Rose                        | Daddy Hillyer                           |
| 1991 | Gary Oldman           | Rosencrantz & Guildenstern Are Dead  | Rosencrantz                             |
| 1991 | William Russ          | Pastime                              | Roy Dean Bream                          |
| 1992 | Harvey Keitel         | Bad Lieutenant                       | The Lieutenant                          |
| 1992 | Craig Chester         | Swoon                                | Nathan Leopold Jr.                      |
| 1992 | Laurence Fishburne    | Deep Cover                           | Russell Stevens / John Hull             |
| 1992 | Peter Greene          | Laws of Gravity                      | Jimmy                                   |
| 1992 | Michael Rapaport      | Zebrahead                            | Zack                                    |
| 1993 | Jeff Bridges          | American Heart                       | Jack Kelson                             |
| 1993 | Vincent D'Onofrio     | Household Saints                     | Joseph Santangelo                       |
| 1993 | Mitchell Lichtenstein | The Wedding Banquet                  | Simon                                   |
| 1993 | Matthew Modine        | Equinox                              | Henry Petosa / Freddy Ace               |
| 1993 | Tyrin Turner          | Menace II Society                    | Caine                                   |
| 1994 | Samuel L. Jackson     | Pulp Fiction                         | Jules Winnfield                         |
| 1994 | Sihung Lung           | Eat Drink Man Woman                  | Chu                                     |
| 1994 | William H. Macy       | Oleanna                              | John                                    |
| 1994 | Campbell Scott        | La senyora Parker i el cercle viciós | Robert Benchley                         |
| 1994 | Jon Seda              | I Like It Like That                  | Chino Linares                           |
| 1995 | Sean Penn             | Dead Man Walking                     | Matthew Poncelet                        |
| 1995 | Nicolas Cage          | Leaving Las Vegas                    | Ben Sanderson                           |
| 1995 | Tim Roth              | Little Odessa                        | Joshua Shapira                          |
| 1995 | Jimmy Smits           | My Family                            | Jimmy Sánchez                           |
| 1995 | Kevin Spacey          | Swimming with Sharks                 | Buddy Ackerman                          |
| 1996 | William H. Macy       | Fargo                                | Jerry Lundegaard                        |
| 1996 | Chris Cooper          | Lone Star                            | Xèrif Sam Deeds                         |
| 1996 | Chris Penn            | The Funeral                          | Chez                                    |
| 1996 | Tony Shalhoub         | Big Night                            | Primo                                   |
| 1996 | Stanley Tucci         | Big Night                            | Secondo                                 |
| 1997 | Robert Duvall         | The Apostle                          | Euliss 'Sonny' Dewey - The Apostle E.F. |
| 1997 | Peter Fonda           | Ulee's Gold                          | Ulee Jackson                            |
| 1997 | Christopher Guest     | Waiting for Guffman                  | Corky St. Clair                         |
| 1997 | Philip Baker Hall     | Hard Eight                           | Sydney Brown                            |
| 1997 | John Turturro         | Box of Moon Light                    | Al Fountain                             |
| 1998 | Ian McKellen          | Gods and Monsters                    | James Whale                             |
| 1998 | Dylan Baker           | Happiness                            | Bill Maplewood                          |
| 1998 | Nick Nolte            | Affliction                           | Wade Whitehouse                         |
| 1998 | Sean Penn             | Hurlyburly                           | Eddie                                   |
| 1998 | Courtney B. Vance     | Blind Faith                          | John Williams                           |
| 1999 | Richard Farnsworth    | The Straight Story                   | Alvin Straight                          |
| 1999 | John Cusack           | Being John Malkovich                 | Craig Schwartz                          |
| 1999 | Terence Stamp         | The Limey                            | Wilson                                  |
| 1999 | David Strathairn      | Limbo                                | 'Jumpin' Joe Gastineau                  |
| 1999 | Noble Willingham      | The Corndog Man                      | Ace Barker                              |

### Dècada del 2000
| Any  | Actor                  | Pel·lícula                  | Personatge                       |
| ---- | ---------------------- | --------------------------- | -------------------------------- |
| 2000 | Javier Bardem          | Before Night Falls          | Reinaldo Arenas                  |
| 2000 | Adrien Brody           | Restaurant                  | Chris Calloway                   |
| 2000 | Billy Crudup           | Jesus' Son                  | FH                               |
| 2000 | Hill Harper            | The Visit                   | Alex Waters                      |
| 2000 | Mark Ruffalo           | You Can Count on Me         | Terry Prescott                   |
| 2001 | Tom Wilkinson          | In the Bedroom              | Matt Fowler                      |
| 2001 | Brian Cox              | L.I.E.                      | Big John Harrigan                |
| 2001 | Ryan Gosling           | El creient                  | Danny Balint                     |
| 2001 | Jake Gyllenhaal        | Donnie Darko                | Donnie Darko                     |
| 2001 | John Cameron Mitchell  | Hedwig and the Angry Inch   | Hansel Schmidt / Hedwig Robinson |
| 2002 | Derek Luke             | Antwone Fisher              | Antwone "Fish" Fisher            |
| 2002 | Graham Greene          | Skins                       | Mogie Yellow Lodge               |
| 2002 | Danny Huston           | Ivans Xtc                   | Ivan Beckman                     |
| 2002 | Jeremy Renner          | Dahmer                      | Jeffrey Dahmer                   |
| 2002 | Campbell Scott         | Roger Dodger                | Roger Swanson                    |
| 2003 | Bill Murray            | Lost in Translation         | Bob Harris                       |
| 2003 | Peter Dinklage         | The Station Agent           | Finbar McBride                   |
| 2003 | Paul Giamatti          | American Splendor           | Harvey Pekar                     |
| 2003 | Ben Kingsley           | House of Sand and Fog       | Behrani                          |
| 2003 | Lee Pace               | Soldier's Girl              | Calpernia Addams / Scottie       |
| 2004 | Paul Giamatti          | Sideways                    | Miles Raymond                    |
| 2004 | Kevin Bacon            | The Woodsman                | Walter                           |
| 2004 | Jeff Bridges           | Una dona difícil            | Ted Cole                         |
| 2004 | Jamie Foxx             | Redemption                  | Stan Tookie Williams             |
| 2004 | Liam Neeson            | Kinsey                      | Alfred Kinsey                    |
| 2005 | Philip Seymour Hoffman | Capote                      | Truman Capote                    |
| 2005 | Jeff Daniels           | The Squid and the Whale     | Bernard Berkman                  |
| 2005 | Terrence Howard        | Hustle & Flow               | DJay                             |
| 2005 | Heath Ledger           | Brokeback Mountain          | Ennis Del Mar                    |
| 2005 | David Strathairn       | Good Night, and Good Luck   | Edward R. Murrow                 |
| 2006 | Ryan Gosling           | Half Nelson                 | Dan Dunne                        |
| 2006 | Aaron Eckhart          | Thank You for Smoking       | Nick Naylor                      |
| 2006 | Edward Norton          | The Painted Veil            | Walter Fane                      |
| 2006 | Ahmad Razvi            | Man Push Cart               | Ahmad                            |
| 2006 | Forest Whitaker        | American Gun                | Carter                           |
| 2007 | Philip Seymour Hoffman | The Savages                 | Jon Savage                       |
| 2007 | Pedro Castaneda        | August Evening              | Jaime                            |
| 2007 | Don Cheadle            | Talk to Me                  | Petey Greene                     |
| 2007 | Frank Langella         | Starting Out in the Evening | Leonard Schiller                 |
| 2007 | Tony Leung             | Lust, Caution               | Mr. Yee                          |
| 2008 | Mickey Rourke          | The Wrestler                | Randy 'The Ram' Robinson         |
| 2008 | Javier Bardem          | Vicky Cristina Barcelona    | Juan Antonio Gonzalo             |
| 2008 | Richard Jenkins        | The Visitor                 | Walter Vale                      |
| 2008 | Sean Penn              | Milk                        | Harvey Milk                      |
| 2008 | Jeremy Renner          | The Hurt Locker             | SFC. William James               |
| 2009 | Jeff Bridges           | Crazy Heart                 | Bad Blake                        |
| 2009 | Colin Firth            | A Single Man                | George Falconer                  |
| 2009 | Joseph Gordon-Levitt   | (500) Days of Summer        | Tom Hansen                       |
| 2009 | Souleymane Sy Savane   | Goodbye Solo                | Solo                             |
| 2009 | Adam Scott             | The Vicious Kind            | Caleb Sinclaire                  |

### Dècada del 2010
| Any  | Actor                | Pel·lícula                 | Personatge                  |
| ---- | -------------------- | -------------------------- | --------------------------- |
| 2010 | James Franco         | 127 Hours                  | Aron Ralston                |
| 2010 | Ronald Bronstein     | Daddy Longlegs             | Lenny Sokol                 |
| 2010 | Aaron Eckhart        | Rabbit Hole                | Howie Corbett               |
| 2010 | John C. Reilly       | Cyrus                      | John Kilpatrick             |
| 2010 | Ben Stiller          | Greenberg                  | Roger Greenberg             |
| 2011 | Jean Dujardin        | The Artist                 | George Valentin             |
| 2011 | Demián Bichir        | A Better Life              | Carlos Galindo              |
| 2011 | Ryan Gosling         | Drive                      | el conductor                |
| 2011 | Woody Harrelson      | Rampart                    | Dave Brown                  |
| 2011 | Michael Shannon      | Take Shelter               | Curtis LaForche             |
| 2012 | John Hawkes          | The Sessions               | Mark O'Brien                |
| 2012 | Jack Black           | Bernie                     | Bernie Tiede                |
| 2012 | Bradley Cooper       | Silver Linings Playbook    | Patrick "Pat" Solitano, Jr. |
| 2012 | Thure Lindhardt      | Keep the Lights On         | Erik                        |
| 2012 | Matthew McConaughey  | Killer Joe                 | "Killer" Joe Cooper         |
| 2012 | Wendell Pierce       | Four                       | Joe                         |
| 2013 | Matthew McConaughey  | Dallas Buyers Club         | Ron Woodroof                |
| 2013 | Bruce Dern           | Nebraska                   | Woody Grant                 |
| 2013 | Chiwetel Ejiofor     | 12 Years a Slave           | Solomon Northup             |
| 2013 | Oscar Isaac          | Inside Llewyn Davis        | Llewyn Davis                |
| 2013 | Michael B. Jordan    | Fruitvale Station          | Oscar Grant III             |
| 2013 | Robert Redford       | All Is Lost                | Our Man                     |
| 2014 | Michael Keaton       | Birdman                    | Riggan Thomson              |
| 2014 | André 3000           | Jimi: All Is by My Side    | Jimi Hendrix                |
| 2014 | Jake Gyllenhaal      | Nightcrawler               | Louis "Lou" Bloom           |
| 2014 | John Lithgow         | Love Is Strange            | Ben                         |
| 2014 | David Oyelowo        | Selma                      | Martin Luther King Jr.      |
| 2015 | Abraham Attah        | Beasts of No Nation        | Agu                         |
| 2015 | Christopher Abbott   | James White                | James White                 |
| 2015 | Ben Mendelsohn       | Mississippi Grind          | Gerry                       |
| 2015 | Jason Segel          | The End of the Tour        | David Foster Wallace        |
| 2015 | Koudous Seihon       | Mediterranea               | Aviva                       |
| 2016 | Casey Affleck        | Manchester by the Sea      | Lee Chandler                |
| 2016 | David Harewood       | Free in Deed               | Abe Wilkins                 |
| 2016 | Viggo Mortensen      | Capità fantàstic           | Ben Cash                    |
| 2016 | Jesse Plemons        | Other People               | David Mulcahey              |
| 2016 | Tim Roth             | Chronic                    | David Wilson                |
| 2017 | Timothée Chalamet    | Digue'm pel teu nom        | Elio Perlman                |
| 2017 | Harris Dickinson     | Beach Rats                 | Frankie                     |
| 2017 | James Franco         | The Disaster Artist        | Tommy Wiseau                |
| 2017 | Daniel Kaluuya       | Get Out                    | Chris Washington            |
| 2017 | Robert Pattinson     | Good Time                  | Constantine "Connie" Nikas  |
| 2018 | Ethan Hawke          | El reverend                | Ernst Toller                |
| 2018 | John Cho             | Searching                  | David Kim                   |
| 2018 | Daveed Diggs         | Blindspotting              | Collin Hoskins              |
| 2018 | Christian Malheiros  | Sócrates                   | Sócrates                    |
| 2018 | Joaquin Phoenix      | You Were Never Really Here | Joe                         |
| 2019 | Adam Sandler         | Uncut Gems                 | Howard Ratner               |
| 2019 | Chris Galust         | Give Me Liberty            | Vic                         |
| 2019 | Kelvin Harrison Jr.  | Luce                       | Luce Edgar                  |
| 2019 | Robert Pattinson     | The Lighthouse             | Thomas Howard               |
| 2019 | Matthias Schoenaerts | The Mustang                | Roman Coleman               |

### Dècada del 2020
| Any  | Actor                         | Pel·lícula                          | Personatge                 |
| ---- | ----------------------------- | ----------------------------------- | -------------------------- |
| 2020 | Riz Ahmed                     | Sound of Metal                      | Ruben Stone                |
| 2020 | Chadwick Boseman (posthumous) | Ma Rainey's Black Bottom            | Levee Green                |
| 2020 | Adarsh Gourav                 | The White Tiger                     | Balram Halwai              |
| 2020 | Rob Morgan                    | Bull                                | Abe                        |
| 2020 | Steven Yeun                   | Minari: Història de la meva família | Jacob Yi                   |
| 2021 | Simon Rex                     | Red Rocket                          | Mikey Saber                |
| 2021 | Clifton Collins Jr.           | Jockey                              | Jackson Silva              |
| 2021 | Frankie Faison                | The Killing of Kenneth Chamberlain  | Kenneth Chamberlain Sr.    |
| 2021 | Michael Greyeyes              | Wild Indian                         | Makwa ("Michael Peterson") |
| 2021 | Udo Kier                      | Swan Song                           | Pat Pitsenbarger           |